# Man & Woman
《Man & Woman》是馬來西亞歌手李心潔的第五張個人專輯，於2003年3月5日發行。

## 曲目
1. 愛錯
2. 淡淡的微笑
3. 謝謝你的愛
4. 像你
5. 沒完沒了
6. 透明玫瑰
7. 藍色白日夢
8. 答應
9. 奢侈品
10. 愛錯（Benny's Super Sonic Mix）
11. 想飛